# Tony Rees
Anthony J. J. ("Tony") Rees (nacido en 1953) es un desarrollador de software, administrador de datos y biólogo nacido en Gran Bretaña, residente en Australia desde 1986, y anteriormente administrador de datos en  la Organización de Investigación Científica e Industrial del Commonwealth (CSIRO) Marine and Atmospheric Research. Es responsable del desarrollo de una serie de sistemas de software que se utilizan actualmente en la gestión de datos científicos, incluidos c-squares (Concise Spatial QUery And REpresentation System), Taxamatch y en el Interim Register of Marine and Nonmarine Genera (IRMNG). También ha estado estrechamente involucrado en el desarrollo de otras iniciativas informáticas sobre biodiversidad, incluido el Sistema de información biogeográfica oceánica (OBIS), AquaMaps y el Servicio de resolución de nombres taxonómicos iPlant (TNRS).